# Pelleas

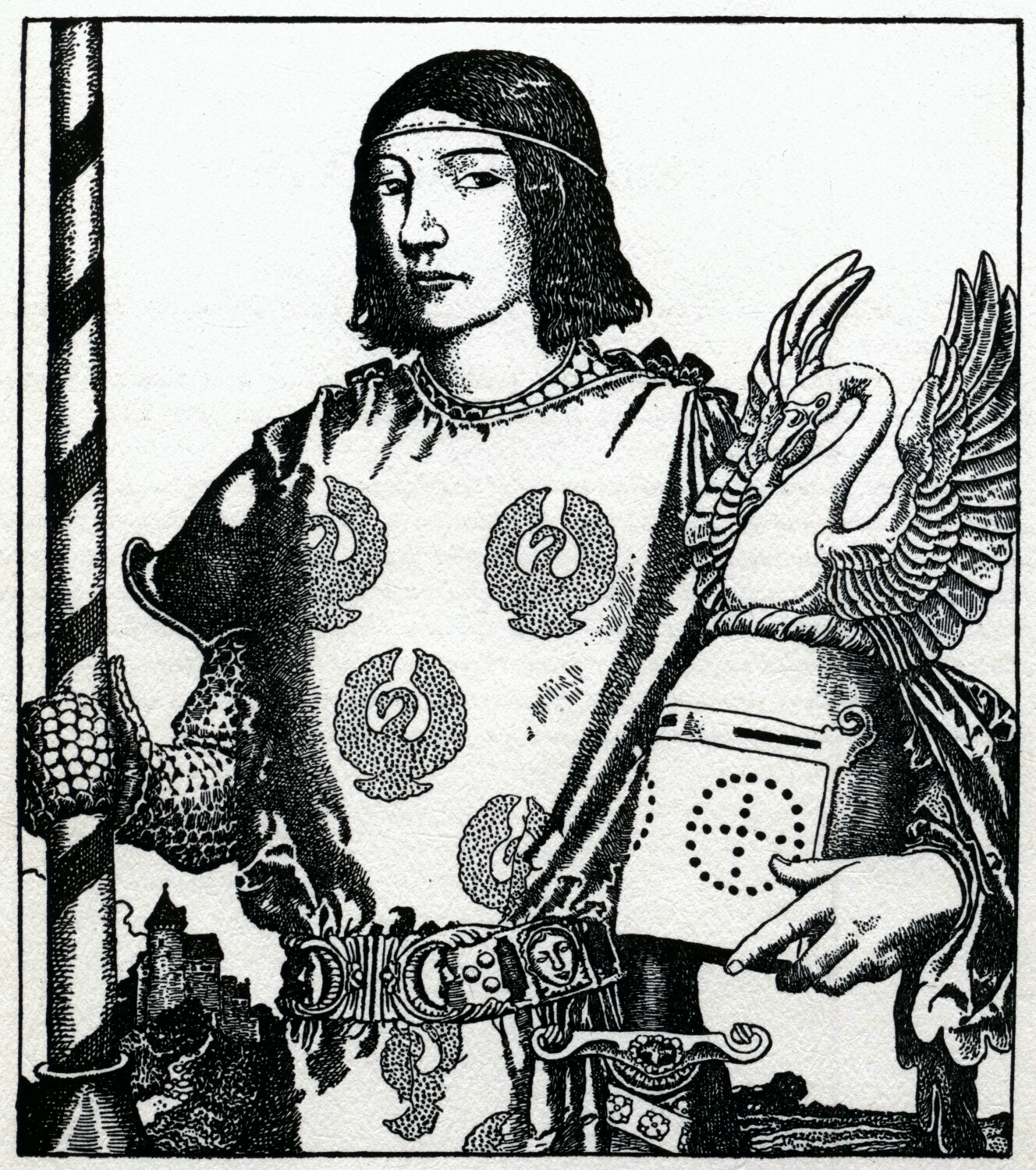
Sir Pellias, il Cavaliere Gentile, illustrazione di Howard Pyle da The Story of King Arthur and His Knights (1903)

Pelleas (o Pellias) è un Cavaliere della Tavola Rotonda, la cui storia appare nel ciclo post-vulgata. Nella versione di Thomas Malory diventa il marito di Nimue, la Dama del Lago. 
Pelleas non va confuso con il personaggio quasi omonimo di Pelles, uno dei Re Pescatori.

## Leggenda
Nella Suite du Merlin, Pellias è il figlio di un povero valvassore che cerca l'amore di una fanciulla di nobili origini, chiamata Arcade o Archade. Sebbene lui le vinca un cerchietto d'oro in un torneo, lei lo respinge, si rintana nel suo castello rifiutandosi di vederlo e manda i suoi cavalieri ogni giorno a umiliarlo nella speranza di cacciarlo via. Durante il corso di altre avventure, Gawain, il nipote di Artù, assiste all'umiliazione di Pellias e giura di aiutarlo andando da Arcade indossando l'armatura di Pellias, in modo che sembri che Pellias abbia ucciso Gawain. Una volta nelle sue confidenze, Gawain ha intenzione di corteggiare Arcade per conto di Pellias, consegnandola infine a lui. Invece, Gawain si innamora di Arcade, e la passione gli fa dimenticare la sua promessa a Pellias. Quando Gawain non torna con la fanciulla, Pellias li cerca e li trova a letto insieme. Sebbene sconvolto, Pellias non riesce a ucciderli, quindi lascia la sua spada sguainata tra loro nel letto e torna a casa, dove dice che non lascerà mai il letto finché non morirà dal dolore. La mattina dopo, Arcade riconosce la spada e Gawain ricorda la sua promessa. Convince Arcade ad amare Pellias e fa in modo che si incontrino. La coppia si sposa e ha un figlio, Guivret il Giovane, che in seguito diventa uno dei cavalieri di Artù.
Thomas Malory rielabora la storia nel primo libro de La Morte di Artù. In questo racconto, Gawain lascia la fanciulla - che in questa versione si chiama Ettarde - dopo l'incidente con la spada. Nimue, la Dama del Lago, incontra Pelleas, ascolta la sua storia e si innamora di lui a sua volta. Si vendica di Ettarde con la magia, incantandola ad innamorarsi di Pelleas tanto profondamente quanto lui l'ha amata. Pelleas, il cui amore si è trasformato in odio, respinge Ettarde e lei muore di dolore. Nimue e Pelleas si innamorano e si sposano.
Pelleas appare anche in altri punti in entrambi questi lavori. Combatte nei tornei e difende Ginevra dal suo rapitore Meleagant come uno dei cavalieri della regina.
Pelleas è inoltre protagonista di uno degli Idilli del re di Alfred Tennyson, intitolato Pelleas and Ettare.